# オーステナイト・フェライト系ステンレス鋼

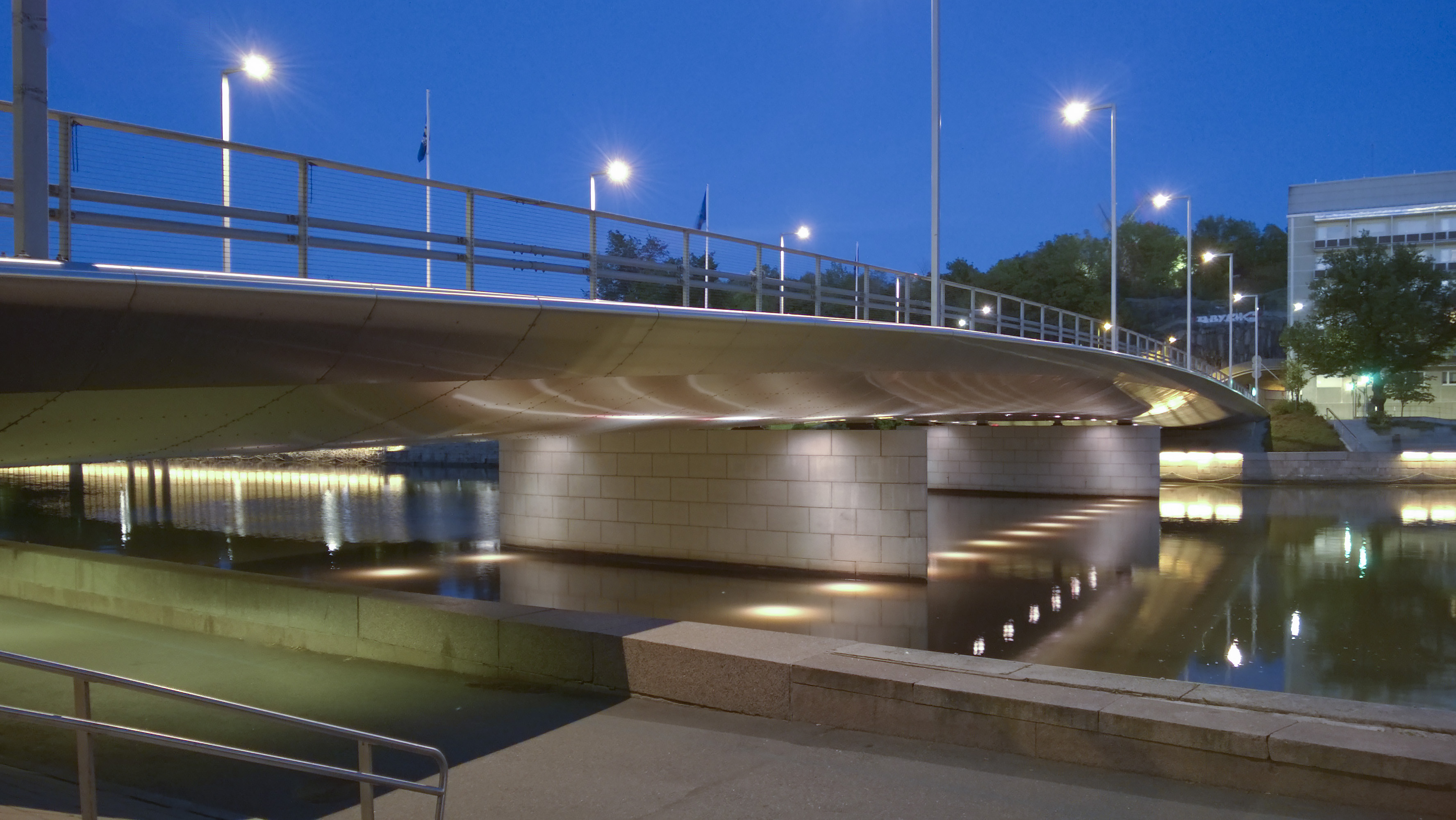
オーステナイト・フェライト系ステンレス鋼（二相ステンレス鋼）を使用するフィンランドトゥルクの橋（Myllysilta）。光沢を出した EN 1.4462 冷間圧延板を表面に使用している。

オーステナイト・フェライト系ステンレス鋼（オーステナイト・フェライトけいステンレスこう）とは、常温で金属組織が主にオーステナイト相とフェライト相から成るステンレス鋼である。二相ステンレス鋼（にそう-）や二相系ステンレス鋼（にそうけい-）とも呼ばれる。オーステナイト・フェライト系ステンレス鋼とはステンレス鋼の金属組織別分類の一つで、他には「オーステナイト系ステンレス鋼」「フェライト系ステンレス鋼」「マルテンサイト系ステンレス鋼」「析出硬化系ステンレス鋼」の4つがある。1930年頃、スウェーデンのアーヴェスタ社によって最初に実用化された。（以下、簡略のためにオーステナイト・フェライト系ステンレス鋼のことを二相系と呼ぶ。）
ステンレス鋼の耐食性の源となる合金元素はクロムで、二相系では主要合金元素としてそこにニッケル、モリブデン、窒素が加わる。二相系というグループの中に、さらに「汎用二相ステンレス鋼」「スーパー二相ステンレス鋼」「ハイパー二相ステンレス鋼」「リーン二相ステンレス鋼」という大まかな分類がある。汎用二相系、スーパー二相系、ハイパー二相系の順で合金元素が多量で耐食性や強度が優れる。リーン二相系は、コストを抑えつつ、オーステナイト系ステンレス鋼の標準鋼に相当する耐食性を確保した鋼種である。
密度、電気抵抗、熱抵抗、熱膨張率、弾性率といった、二相系の物理的性質は、オーステナイト系ステンレス鋼とフェライト系ステンレス鋼のほぼ中間に位置する。二相系の強度特性は、微細な結晶粒や高合金元素量によって、ステンレス鋼の中でも概して優れる。オーステナイト系のおよそ2倍の降伏強度を持つ。具体的な鋼種によるが、クロムを高濃度に含むため二相系の耐食性は高い。特にオーステナイト系と比較すると、応力腐食割れへの耐性が高いのが長所である。二相系を溶接する上では、熱影響部での組織変化に注意を要する。切削加工の被削性は優れず、どちらといえば難削材に位置づけられる。ステンレス鋼の中で二相系の利用はまだ限定的だが、海水環境にある部位、油井や橋梁などで使用されている。

## 基本組織と組成

横軸をクロム当量（フェライト形成元素）、縦軸をニッケル当量（オーステナイト形成元素）として、各相の生成傾向を示したシェフラーの組織図の一例。A はオーステナイト、F はフェライトを意味する。二相ステンレス鋼は、この図における A+F の領域、とくに 50% の線上に位置する。

オーステナイト・フェライト系ステンレス鋼とは、金属組織がオーステナイトとフェライトという2つの相から成るステンレス鋼で、二相ステンレス鋼や二相系ステンレス鋼（英語：duplex stainless steel）という名でも呼ばれる。英語名の略称からDSSとも呼ばれる。オーステナイトとフェライトの組み合わせ以外から成る二相組織のステンレス鋼もあるが、ステンレス鋼の二相系としてはフェライト・オーステナイト系が主流であり、二相ステンレス鋼といえば通常はフェライト・オーステナイト系を指す。本記事でも特に断りない限りオーステナイト・フェライト系ステンレス鋼のことを二相系や二相ステンレス鋼と呼ぶ。
鉄にクロム、モリブデン、チタン、ニオブ、ケイ素などの元素を添加すると、鉄合金組織中にフェライト（δ フェライト）が形成されやすくなる。このような元素を「フェライト形成元素」と呼ぶ。一方、ニッケル、マンガン、銅、炭素、窒素などの添加はオーステナイトを形成しやすくするので、これらの元素を「オーステナイト形成元素」と呼ぶ。フェライト形成元素とオーステナイト形成元素の含有量の割合で、組織中のフェライトの生成量が決まる。
二相系とは、フェライト形成元素とオーステナイト形成元素の量を調整することによって、フェライトとオーステナイトが並存するように造られた鋼種である。フェライトとオーステナイトの存在比率は、具体的な鋼種や熱処理過程によって異なるが、約1対1を狙いとするのが基本である。存在割合が1対1でない場合でも、フェライトの存在割合は多くて約 70 % 程度、少ない場合で約 40 % 程度である。組成からフェライト量割合を予測する線形近似式として
PCTf = −20.93 + 4.01 × Creq − 5.6 × Nieq + 0.016 × T
Creq = Cr + 1.73 × Si + 0.88 × Mo
Nieq = Ni + 24.55 × C + 21.75 × N + 0.4 × Cu
がある。ここで、PCTf がフェライト量割合(%)で、Cr, Si, Mo, Ni, C, N, Cu はそれぞれの元素量の重量パーセント濃度、T は1050–1150℃の範囲で与えられる固溶化温度(℃)である。ただし、実際のほとんどの二相系は、フェライト・オーステナイト比率が約1対1になるように造られている。1対1の比率が好まれる理由は、この割合近辺で優れた耐応力腐食割れ性と耐孔食性が得られるためである。

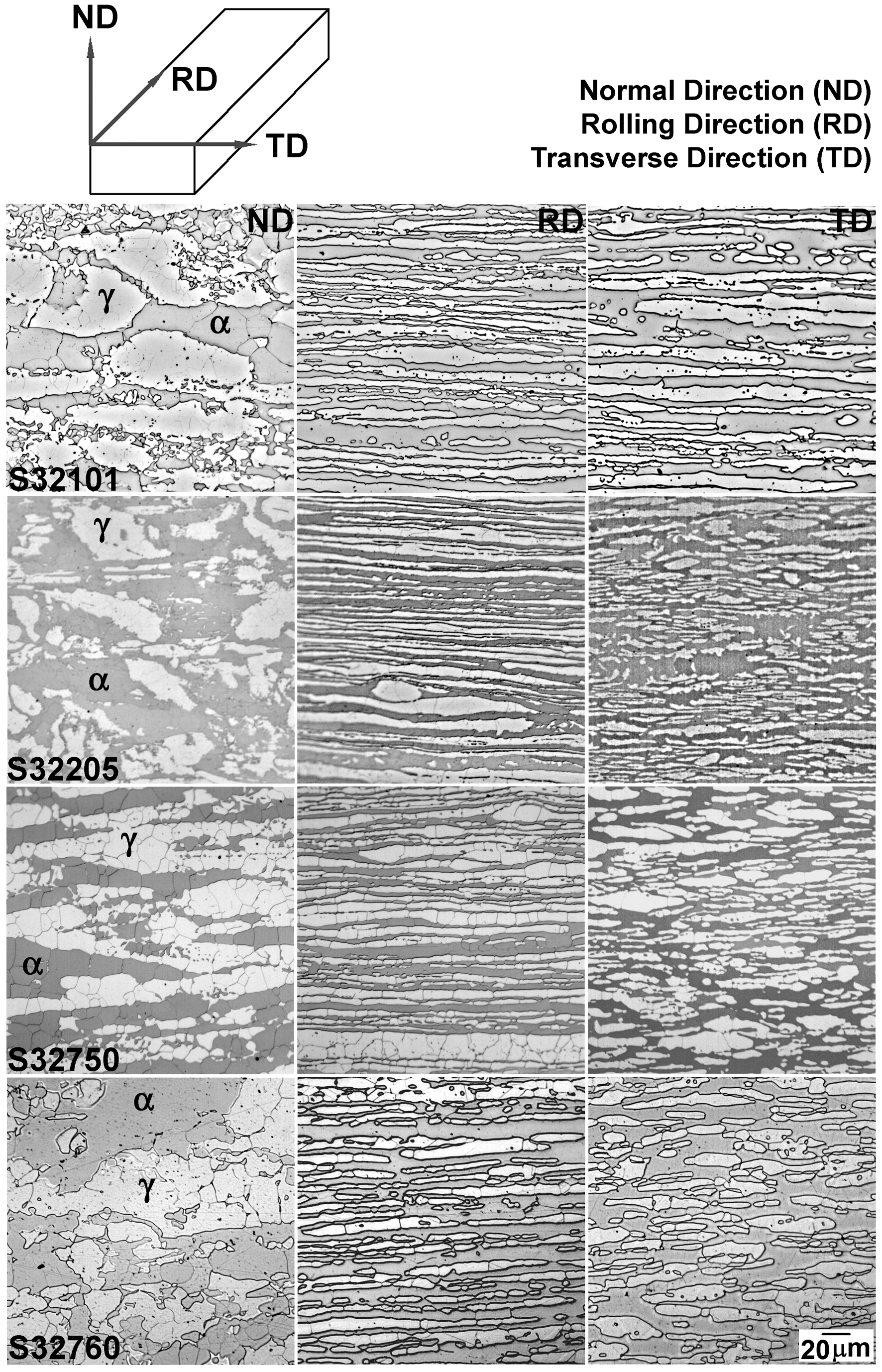
4種類の二相ステンレス鋼組織の織顕微鏡写真。圧延方向、圧延直角方向、深さ方向のそれぞれの断面が示される。組織中の暗い部分がフェライト(α)、明るい部分がオーステナイト(γ)。

組織中のオーステナイトとフェライトの様相は、それぞれ微細な結晶粒として組織中に分散・混在している。結晶粒サイズはオーステナイト単相（オーステナイト系）およびフェライト単相（フェライト系）の場合よりも微細で、平均結晶粒径が 10 μm 前後ないし数 μm である。オーステナイトとフェライトは組成が異なるため、組織観察時には明暗に差が見られる。組織上のやや暗い部分がフェライトで、明るい部分がオーステナイトである
。圧延された場合の組織は、それぞれの結晶粒が圧延方向に引き伸ばされた様相になる。その他、熱履歴によっては、鉄・クロムまたは鉄・クロム・モリブデンの金属化合物から成るσ相やクロム窒化物なども析出して組織中に存在する。
二相系にとって主要な合金元素は、クロム、ニッケル、モリブデン、窒素の4つである。クロムは、ステンレス鋼の耐食性を生み出す不働態被膜の形成元素であり、フェライト形成元素でもある。実際に二相系に添加されるクロム量は、最小 17 % 程度、最大 30 % 程度となっている。ニッケルは、二相系における主要なオーステナイト形成元素である。含有量は最小 3 % 程度、最大 17 % 程度である。モリブデンは、二相系の耐食性を向上させる効果を持ち、フェライト形成元素でもある。ただし、含有量を増やし過ぎると有害な金属化合物の相が生じるため、モリブデンの添加量は最大で 4 % 程度とされる。窒素は、二相系の耐食性と強度を向上させる目的で添加される。窒素は強いオーステナイト形成元素であり、ニッケルを窒素へ部分的に置き換えることができる。ステンレス鋼を主要成分で分類すると、大きく「クロム系ステンレス鋼」と「クロム・ニッケル系ステンレス鋼」に分かれる。二相系はクロムとニッケルを主成分として含むため、クロム・ニッケル系ステンレス鋼に該当する。

### 種類
定義に明確な合意のようなものはないが、組成と耐食性を代表する耐孔食指数(PREN)（後述参照）の観点から、二相系は次のように分別される。
汎用二相ステンレス鋼 (英: standard duplex stainless steel)
およそ22%のクロム、およそ3%のモリブデンを含む二相系。PRENはおよそ35前後である。
スーパー二相ステンレス鋼 (英: super duplex stainless steel)
PRENが40から45に達する二相系。PRENが40を超えるステンレス鋼をスーパーステンレス鋼を呼称することから、スーパー二相ステンレス鋼と呼ばれる。クロムはおよそ25%、モリブデンはおよそ3%含まれる。
ハイパー二相ステンレス鋼 (英: hyper duplex stainless steel)
PRENが45を超える二相系。含有されるクロム量とモリブデン量も、スーパー二相系より高い。
リーン二相ステンレス鋼（省合金ステンレス鋼）(英: lean duplex stainless steel)
低コストを志向する二相系で、モリブデンの添加はほとんどされない。合金元素量を節約しながら、耐食性はオーステナイト系標準鋼種の304系や316系と同等を狙いとする。
各種類の組成とPRENの具体例を、UNS規格に基づいて以下に示す。
| 大別           | UNS番号 | C        | Cr        | Ni        | Mo       | N         | Mn        | Cu        | W       | PREN  |
| -------------- | ------- | -------- | --------- | --------- | -------- | --------- | --------- | --------- | ------- | ----- |
| 汎用二相系     | S31803  | 0.03以下 | 21.0–23.0 | 4.5–6.5   | 2.5–3.5  | 0.08–0.20 | 2.00以下  | -         | -       | 33–35 |
| 汎用二相系     | S32205  | 0.03以下 | 22.0–23.0 | 4.5–6.5   | 3.0–3.5  | 0.14–0.20 | 2.00以下  | -         | -       | 35–36 |
| スーパー二相系 | S32750  | 0.03以下 | 24.0–26.0 | 6.0–8.0   | 3.0–5.0  | 0.24–0.32 | 1.20以下  | 0.50以下  | -       | 40–43 |
| スーパー二相系 | S32760  | 0.03以下 | 24.0–26.0 | 6.0–8.0   | 3.0–4.0  | 0.20–0.30 | 1.00以下  | 0.50–1.00 | 0.5–1.0 | 40–43 |
| ハイパー二相系 | S32707  | 0.03以下 | 26.0–29.0 | 5.5–9.5   | 4.0–5.0  | 0.30–0.50 | 1.50以下  | 1.0以下   | -       | 49–50 |
| ハイパー二相系 | S33207  | 0.03以下 | 29.0–33.0 | 6.0–9.0   | 3.0–5.0  | 0.40–0.60 | 1.50以下  | 1.0以下   | -       | 52–53 |
| リーン二相系   | S32101  | 0.04以下 | 21.0–22.0 | 1.35–1.70 | 0.1–0.8  | 0.20–0.25 | 4.00–6.00 | 0.10–0.80 | -       | 25–27 |
| リーン二相系   | S32304  | 0.03以下 | 21.5–24.5 | 3.0–5.5   | 0.05–0.6 | 0.05–0.20 | 2.5以下   | 0.05–0.60 | -       | 25–28 |

## 特性

### 機械的性質
二相ステンレス鋼の常温強度は、ステンレス鋼の中で優れているといえる。特に降伏応力は一般的にオーステナイト系の約2倍の強度を示し、常温で 450 MPa から 600 MPa の降伏応力を有する。引張り強さは、常温で 600 MPa から 800 MPa の値が得られる。二相系の高強度化には、合金元素と結晶粒サイズが影響している。高濃度に含有されたクロム、モリブデン、窒素によって高強度化される。また、前述のように二相系のオーステナイトとフェライトの結晶粒サイズは微細であるため、これも二相系を高強度化させている。ハイパー二相系では降伏応力が 700 MPa に達するものもある。二相系の延性と靭性は、オーステナイト系よりは劣り、フェライト系よりは優れる傾向にある。延性の指標である伸びは、20 % から 30 % 程度である。
高温強度に関しては、オーステナイト系のような優れた高温強度は持たない。バランスを保っている2つの相が、高温環境下では不安定となりやすい欠点がある。また、フェライト相に起因する475℃脆化も起こり得る。二相系を高温環境下で長時間使用する場合は、350℃以下または300℃以下が使用温度の目安である。
低温強度に関しては、−40℃程度までなら良好な靭性が保たれる。ただし、オーステナイト系とは異なり、二相系には延性-脆性遷移が起こる。二相系の延性-脆性遷移は、炭素鋼やフェライト系よりは緩やかな傾向にある。
微細で均一な結晶粒組織の二相系では超塑性現象が起こることがある。融点の半分以上の高温域で、伸びが1000%を超えるような塑性変形が起こる。超塑性を応用して、通常では困難な形状を一体成形品として製作できる。

### 耐食性
クロムを高濃度に含むため、二相系は高い耐食性を有する。孔食や隙間腐食に対して、オーステナイト系の316系などと比較しても高い耐食性を持つ。二相系の耐孔食指数（Pitting Resistance Equivalent Number, PERN）には、
PREN = Cr + 3.3 × (Mo + W) + 16 × N
が用いられる。ここで Cr, Mo, W, N は、クロム、モリブデン、タングステン、窒素の質量パーセント濃度である。二相系のPRENは、汎用二相系で約 35 前後、スーパー二相系で 40 以上、ハイパー二相系で 50 近い値に設計されている。臨界孔食温度についても、オーステナイト系の304L系や316L系と比較して汎用二相系の方が高く、孔食形成開始に対する抵抗が大きい。
オーステナイト系は最も標準的に使われているステンレス鋼種だが、塩化物イオン環境下では応力腐食割れの懸念が強い欠点がある。一方、二相系の応力腐食割れに対する耐性は高く、この点が二相系の長所の一つである。耐孔食性が高いことが耐応力腐食割れ性につながっているという指摘もあるが、二相系の耐応力腐食割れ性が高い原理の詳細はまだ不明である。また、高温度下では耐応力腐食割れ性は低下する。

### 物理的性質
密度、電気抵抗、熱抵抗、熱膨張率、弾性率といった、二相系の物理的性質は、オーステナイト系とフェライト系（又は炭素鋼）のほぼ中間に位置する値を示す。オーステナイト系は非磁性、フェライト系は強磁性を示す。両相を持つ二相系は、強磁性の材料である。磁性の強さはフェライト量の比率に依存する。

## 加工

### 塑性加工
熱間成形加工における二相系の加工性は良好といえる。熱間における変形抵抗は小さい。具体的には鋼種によるが、一般的には加工温度は950℃以上が推奨される。最大加工温度は1150℃程度以下が推奨されることが多い。加工後の冷却は、基本的に大きな冷却速度が推奨される。
冷間成形加工の場合、二相系の変形抵抗は大きく、曲げ加工のスプリングバックも大きい。二相系の冷間加工では、加工硬化の影響が大きいことを考慮する必要がある。オーステナイト系と比較すると、二相系の曲げ加工に要する荷重は大きい。冷間プレス加工については、エリクセン値とコニカルカップ値はオーステナイト系よりは劣るがフェライト系よりは良好な値を示す。

### 熱処理

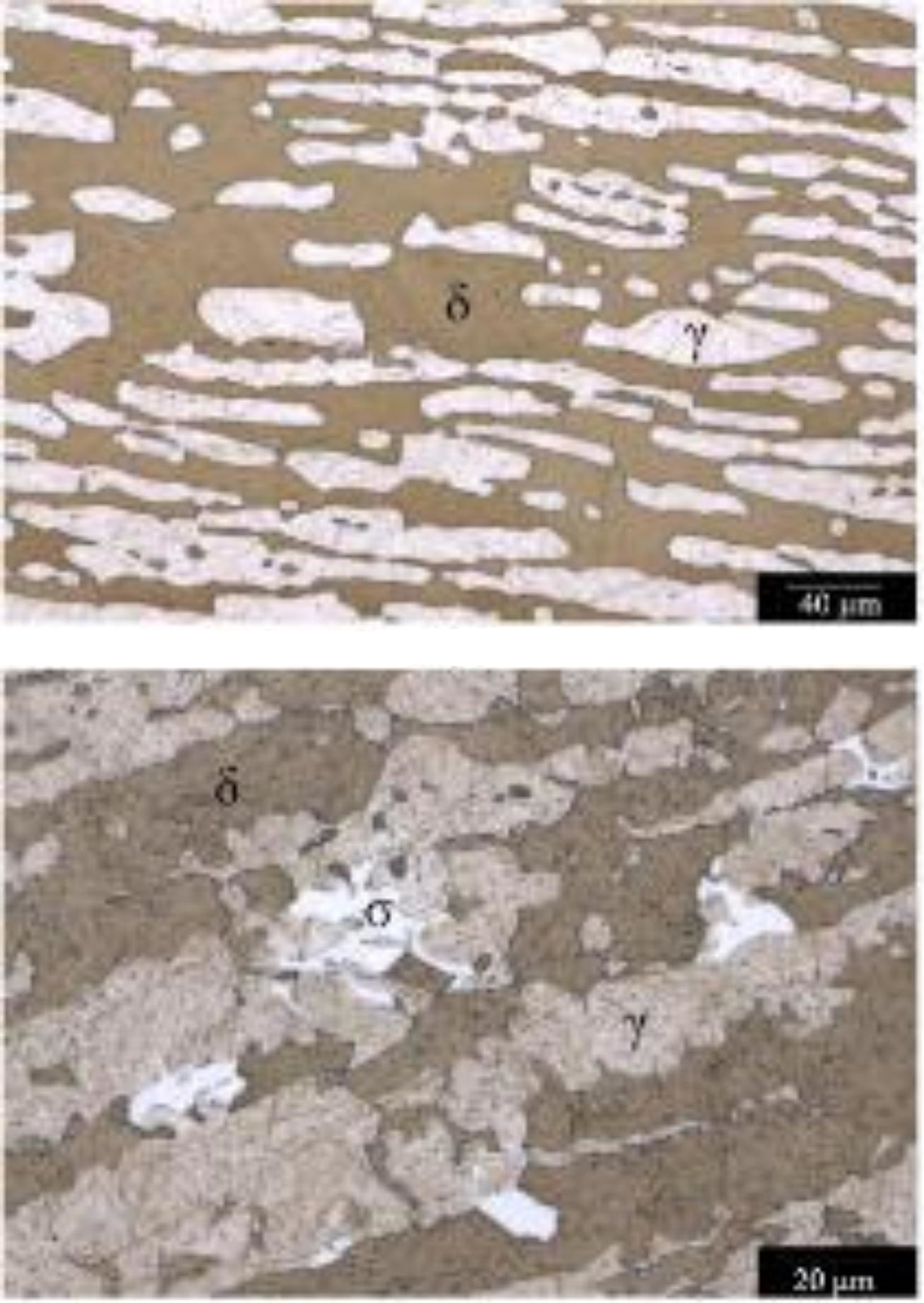
リーン二相ステンレス鋼S82441の組織。上が固溶化熱処理後で、下がそれにさらに850℃・5時間加熱した後の状態で、下の組織にはσ相が現れている。

二相系の靭性・延性を最大に発揮させる熱処理は、950–1100℃に加熱後急冷する固溶化熱処理である。熱間成形加工後には、靭性や耐食性を回復させるために固溶化熱処理が必須といえる。固溶化温度によって組織中のフェライト量が増減する。950–1100℃での固溶化熱処理によって、フェライト・オーステナイト比率を理想的な1対1にすることができる。ただし、二相系は固溶化温度でかなり柔らかくなるので高温中にワークが歪む可能性がある。常温では高強度になるため、オーステナイト系よりも二相系は事後の歪み修正がやりづらい。大径薄肉パイプなどを熱処理する際には、形状を保てるような支えを使うといった処方が考えられる。
700–1000℃で徐冷すると、フェライトから前述のσ相や金属間化合物が析出する。σ相が析出すると、析出部近辺でクロムとモリブデンの欠乏が起こり、耐孔食性が低下する。また、金属間化合物の析出は靭性・延性の低下を引き起こす。このような点から、固溶化温度からは急冷が望ましい。また、二相系には475℃脆化も起こるので、475℃近辺での長時間加熱も靭性と耐食性の低下を引き起こす。二相系はオーステナイトも組織に混在するので、475℃脆化の悪影響はフェライト系ほどではないともいわれる。475℃脆化が起こるまで長時間を要するので通常の製造過程では問題とならないが、応力除去熱処理を行う場合などには注意を要する。

### 溶接
二相系の溶接にあたっては、予熱処理は有害となりうるので予熱しないことが推奨される。溶接後の後熱も基本的に不要である。315℃を超えるような後熱処理を行うと、有害な析出が起こる可能性がある。予熱と後熱が不要な点は二相系の溶接上の長所ともいえる。また、オーステナイト系では高温割れの懸念があるが、二相系の高温割れの感受性は低い。線膨張係数がオーステナイト系ほど大きくないので、溶接変形のレベルは炭素鋼に近い。
二相系の溶接における大きな懸念は、溶接接合部における熱影響部の靭性と耐食性の低下である。溶接接合部で融点近くまで加熱された二相系の組織は、ほぼ100%がフェライトとなる。このまま、溶接後にも十分なオーステナイトが生成されない場合、理想比率が崩れるだけでなく、フェライトへの窒素の固溶限が小さいため窒化物が析出する。析出した窒化物は靭性と耐食性を低下させる。第二世代（後述参照）以降の二相系では窒化物の源である窒素をあえて添加し、その効果によって溶接後の冷却過程でオーステナイトが十分に生成されるように調整されている。溶接入熱が不十分で冷却速度が速くなり過ぎると、十分なオーステナイトができず、クロム窒化物やクロム炭化物が析出してやはり耐食性が低下する。
一方、冷却速度が遅い場合も、金属化合物や窒化物やσ相が析出して耐食性や靭性が低下するおそれがある。これを避けるために、溶接後の冷却は基本的に急冷が望ましい。また、多層盛溶接の場合は、冷却速度が低下しないようにパス間温度を抑制する必要がある。一般的なガイドラインとして、汎用二相系またはリーン二相系は150℃以下、スーパー二相系は100℃以下のパス間温度で溶接することが推奨される。金属化合物は、添加されるクロム、ニッケル、モリブデンなどの合金元素が多いほど短時間の加熱でできる傾向があり、高級なグレードの鋼種では溶接施工条件に注意を要する。
二相系の溶接に使われる溶接金属は、溶接後にフェライト・オーステナイト比率が1対1になることを狙って、溶接対象の二相系よりもニッケル量が多めした溶接金属が使われる。

### 切削加工
切削加工における二相系の被削性はオーステナイト系と比較しても悪く、二相系は難削材といえる。オーステナイト系のおよそ2倍の高い降伏強度を持つこと及びオーステナイト系同様の加工硬化性を持つことが、この難削性に寄与している。そのため、二相系の切削条件は低速・高トルクに設定するのが基本となっている。特に合金元素の多いグレードの二相系では、切りくずが強固で、工具刃先の摩耗が大きい。一方、リーン二相系のS32101などはオーステナイト系の316系と比較しても高い切削性を示す。

## 用途例

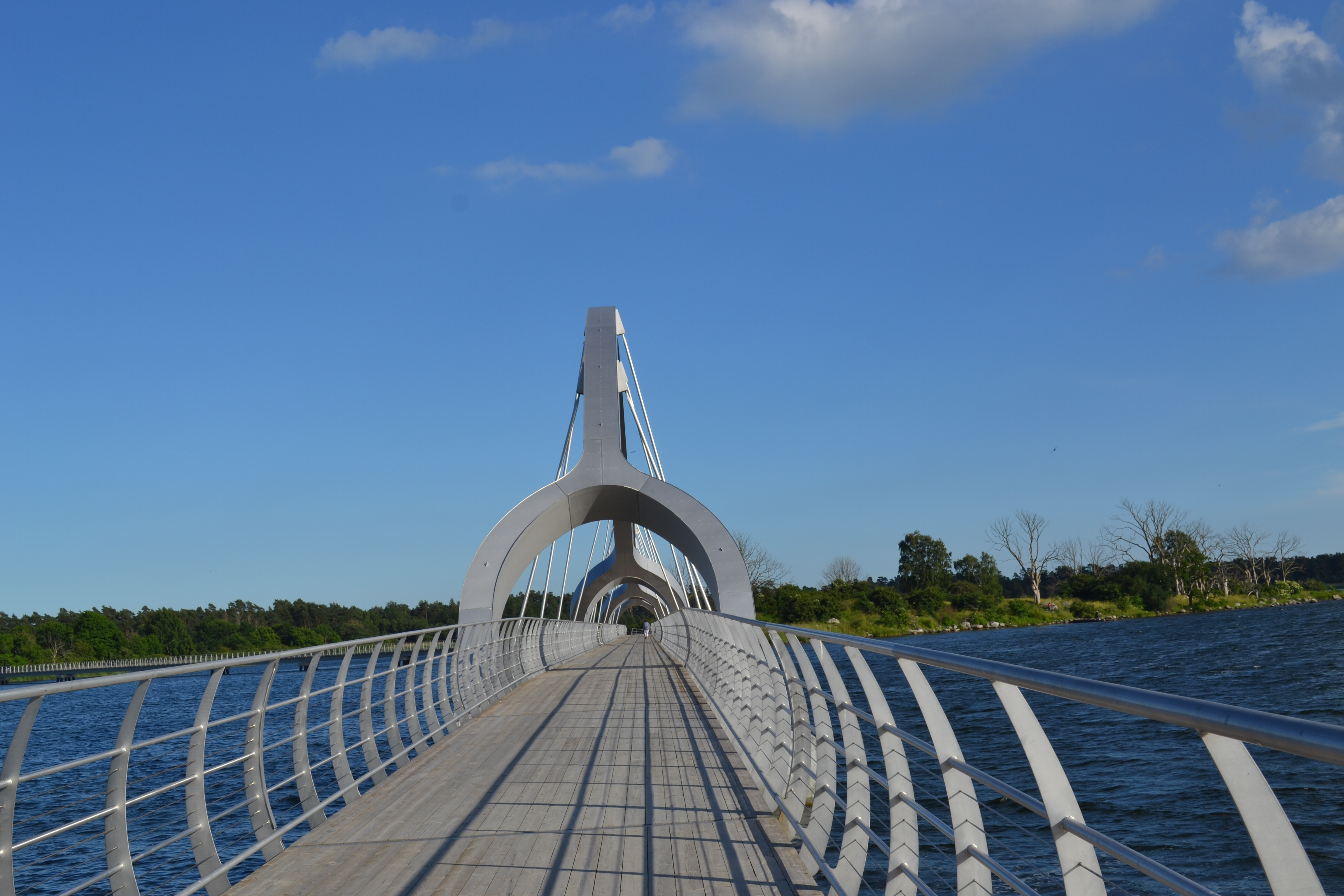
二相ステンレス鋼製のスウェーデンセルベスボリの橋梁（Sölvesborgsbron）。 EN 1.4162 の板材を 150 ton 使用。

原料および製造コストが高いため、析出硬化系ステンレス鋼と同じく、二相系はステンレス鋼の中で高価な部類に入る。一方で、二相系と同じ対孔食性のオーステナイト系を用意しようとすると、高価なニッケルやモリブデンの含有量が多い鋼種を用意する必要があり、その点では経済性に優れる。また、リーン二相系では、オーステナイト系の304L系や316L系に匹敵する重量当たり価格も実現できている。
2000年から2007年までの統計によると、二相系の世界での使用量は増加傾向にある。2004年頃からニッケル価格の高騰が起き、ニッケル使用量の少ない二相系に注目が集まった。2008年時点の世界の二相系生産量はおよそ26万トンに達した。2015年時点では、ステンレス鋼全体の使用量に対して二相系の使用量はおよそ1%と推定される。その二相系使用量の内、およそ60%が汎用二相系である。
二相系は、高い耐応力腐食割れ性を活かして海水環境下や油井関係などで使われている。オーステナイト系と比較して応力腐食割れ耐性が高いため、応力腐食割れの懸念がある箇所で使われているオーステナイト系材を置き換えて使うという需要がある。石油生産過程では、応力腐食割れや局所腐食が想定される熱交換器で二相系がしばしば使われる。常圧蒸留装置や減圧蒸留装置、水素化精製装置でも二相系が採用されている。石油・ガスの採掘でも耐海水性や耐硫化物腐食性を活かして二相系が用いられる。坑井作業を制御するアンビリカルには二相系の使用は最も一般的である。近年では、油井の深度化につれてアンビリカルの長尺化が必要となっており、より高強度と高耐食性を有するハイパー二相系が開発された。海水淡水化プラントでは、多段フラッシュ法や多重効用法の蒸発器などの材料に、二相系が使われている。リビヤ、カタール、ドバイなどの中東の淡水化プラントで実績がある。

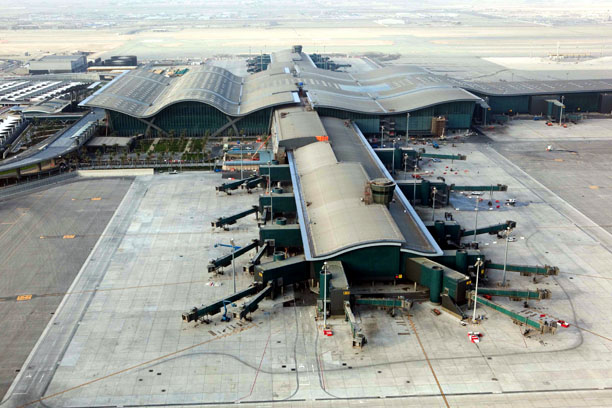
カタールのハマド国際空港。うねるような屋根は二相系で出来ている。

建設関係では、高耐荷重性能と塩水環境への耐食性能などから、橋梁の材料に二相系が適用されている。構造用鋼を使用する場合と比較して、二相系の使用は初期費用が高くなるが、長寿命・省メンテナンスな橋梁が期待される。ヨーロッパでは、スウェーデン、ノルウェー、スペイン、イギリス、イタリアなどで二相系製の橋梁の実績がある。アジアでは、シンガポールのヘリックスブリッジや香港のストーンカッターズ橋などが二相系で造られている。カタールのハマド国際空港では、ターミナルの屋根に二相系を使用している。空港が海の近くに位置しており、高温多湿の環境と塩による腐食に耐える必要があり、コストや比強度も考慮にいれて二相系が選択された。この屋根は2014年現在世界最大のステンレス製の屋根で、およそ1600トンの二相系が使われている。その他には、コンクリートの鉄筋用にリーン二相系が採用された実績がある。特に海水に近接するような鉄筋コンクリートで採用が始まっている。
製紙・パルプ製造では、後述のように、二相系実用化直後の時期から二相系を用いていた。現在の製紙・パルプ製造でも、バッチ式または連続式蒸解釜、脱リグニン用のブロータンク、白水中のサクションロールなどの材料に二相系が使われている。二相系の超塑性を応用した実際の製品は多くないが、ボーイング737のトイレの洗面台が二相系の超塑性成形で製造された例がある。

## 歴史

### 第一世代
二相ステンレス鋼を誰が発明したのかはあまり明確ではない。1927年に、米国のユニオンカーバイドのE.C.ベインとW.E.グリフィスが発表した鉄・クロム・ニッケル三元系状態図で、オーステナイト相とフェライト相が併存する組成領域が報告された。これによると、クロム量が23%から30%、ニッケル量が1.2%から9.7%でオーステナイト・フェライト二相が現れるということであった。しかし、彼らの報告では、その特性に触れることはなかった。
1929年または1930年、スウェーデンで二相ステンレス鋼の鋳造品が製造された。実用化したのはアーヴェスタ社で、炭素量が多かったオーステナイト系ステンレス鋼で起きていた粒界腐食への対策として開発された。これが、二相系の最初の製造とされる。造られた鋼種は2種類で、"453E"と"453S"と名付けられた。453Eの組成は、クロム20%、ニッケル5%で耐熱用として販売された。453Sの組成は、453Eの組成にモリブデン1%が加わったもので、耐食用として販売された。特に453Sが広く利用された。加工技術の制約のため板材や管材としての生産は困難だったため、二相系は主に鋳造材として造られ、利用された。453Sは、サルファイトパルプのパルプ産業などで使われた。
また、1933年、フランスでジェイコブ・ホルツァー社が二相系を偶然的に造り出し、その鋼種の対粒界腐食性が高いことを発見した。モリブデン入りのオーステナイト系を製造する際に、誤ってクロムを多量に添加してしまったことが発見のきっかけであった。クロム18%、ニッケル9%、モリブデン2.5%を目標にしたが、クロム20%、ニッケル8%、モリブデン2.5%から成る鋼種が出来上がった。ジェイコブ・ホルツァー社は1935年にこの鋼種を特許出願し、1936年に特許登録された。さらに、耐食性を上げるために銅を添加した鋼種も1937年に特許出願している。
第二次世界大戦後は、フランスでは、二相系の草分け的鋼種である "UR50" が売り出され、石油精製、食品産業、パルプ産業、製薬業などで利用された。ソビエトでも、自国でのニッケルの生産の少なさから、低ニッケルの二相ステンレス鋼が注目された。マンガン入り二相系やチタン入り二相系など、二相系の改善鋼種の開発が行われた。スウェーデンでは、1968年に、サンドビック社がクロム 18.5 %、ニッケル 4.7 %、モリブデン 2.7 %、シリコン 1.65 %を基本組成とする "3RE60" という鋼種を発表した。これは、シリコンを添加させることで塩化物応力腐食割れへの耐性を高めた、初の二相系鋼種の一つである。二相系は工業規格にも登録され、アーヴェスタ社の453Sを祖先として米国では"AISI 329"、スウェーデンでは"SIS 2324"が制定された。黎明期には加工技術の制約のため主に鋳造材に限られていたが、1950年代になると、材料自体の加工性と加工技術が向上して二相系も板材や管材として利用されるようになった。
ただし、以上のような第一世代の二相系は良好な特性を持ち、一定の利用がなされたものの、溶接上の制約があった。第一世代の二相系には、溶接部の熱影響部で靭性と耐食性が低下するという欠点があった。この欠点のため、第一世代の二相系の利用は狭い範囲に限られることとなった。
また、二相系の超塑性現象については1960年代に発見された。

### 第二世代
1967年、VOD法とAOD法という新たな製鋼法が発明された。これにより、ステンレス鋼の製造において超低炭素化と窒素添加の精密な制御が可能となった。超低炭素化と窒素添加によって、1970年以降、二相ステンレス鋼の耐食性が向上した。さらに、オーステナイトの安定化によって、溶接熱影響部などのような高温下でも二相組織を安定させることが可能となった。最終的には、第一世代の二相系が持っていた溶接時の問題点は、炭素を0.03%以下に抑え、窒素を0.1%以上添加することで解消された。これらの鋼種は二相系の第二世代に分類され、現在「汎用二相ステンレス鋼」と呼ばれる。1980年代終わり頃から、窒素を適切に添加した二相系のラインナップが充実し、市場へ供されるようになった。1990年には、米国のAISI規格に、UNS S31803など3種類の第二世代二相ステンレス鋼が登録された。1990年代初めには、二相系の中で、汎用二相系のS32205が標準として定着した。化学産業、石油・ガス産業、汚染防止装置、脱塩プラント、ケミカルタンカーといった多くの用途に供された。

### 第三世代、それ以降
1990年代以降になると、さらに高モリブデン・高窒素の二相ステンレス鋼が開発された。現在、「スーパー二相ステンレス鋼」と呼ばれる鋼種群の誕生である。さらに厳しい腐食環境に耐えるステンレス鋼の需要に応じて開発されたもので、石油・ガス産業などで広く活用されてきた。
2000年代以降は、高深度の油井・ガス井での採掘などのために、「ハイパー二相ステンレス鋼」と呼ばれる、スーパー二相系からさらに耐食性を高めた鋼種も開発された。また、低価格化を目指してニッケル、モリブデンの添加量を抑えつつ、オーステナイト系の304系や316系と同等の耐食性を持つように設計された「リーン二相ステンレス鋼」も、2000年代以降に本格的な実用化が始まった。二相系が大きな市場を開拓するために、リーン二相系は近年の主流な研究開発の一つである。